# Sven Hedin-institutet

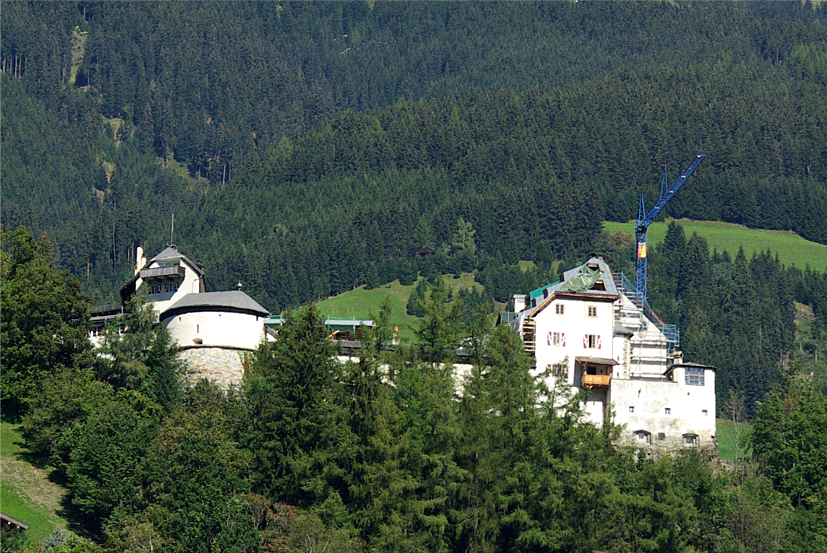
Schloss Mittersill, Sven-Hedin-institutets huvudkontor.

Sven Hedin-institutet (tyska Sven Hedin-Reichsinstitut für Innerasien und Expeditionen) var en forskningsinstitution bildad i Tyskland i februari 1943 av SS-organisationen Ahnenerbe, Münchens universitet och Bayerska kulturministeriet.
Sven Hedin-institutet invigdes i februari 1943 och skulle bedriva asienforskning och svensken Sven Hedin förutspådde själv att hans upptäcktsresor i öster för alltid skulle bevaras av institutet. Men med SS-chefen Heinrich Himmler som medintressent gick projektet fel. Institutet skulle endast komma att existera från 1943 till 1945, men hann på denna korta tid kopplas till flera koncentrationsläger samt ett rasbiologiskt motiverat massmord.

## Bakgrund
Upprinnelsen till Hedininstitutet var en överenskommelse mellan Sven Hedin och SS-chefen Heinrich Himmler om att stödja SS-officeren och asienforskaren Ernst Schäfer. Schäfer uppvaktade något år senare Sven Hedin i Stockholm och bad om dennes tillåtelse att använda Hedins namn till institutet.
Att Hedins namn skulle användas var även ett krav från Himmler inför instiftandet. Officiellt gav Hedin sin tillåtelse till institutet den 10 juni 1942 på hotell Kaiserhof i Berlin inför Oberführer-SS Walther Wüst (rektor för Münchenuniversitetet och chef för Ahnenerbe), Sturmbannführer-SS Ernst Schäfer och Wilhelm Ziegler från propagandaministeriet. Några dagar efter sammankomsten på hotell Kaiserhof formulerade Hedin ett tackbrev till Himmler: 
"Högt ärade Herr Reichsführer SS, för denna höga utmärkelse som Prof dr Wüst förmedlat mig, vill jag utsäga mitt hjärtliga tack, ärade Herr Reichsführer SS. Att centralasieninstitutet skulle bära mitt namn bereder mig stor glädje. Med yttersta högaktning, eder trogne och tacksamme tjänare Sven Hedin."
Några månader efter öppnandet, sommaren 1943, flyttades institutet från München till byn Mittersill i Österrike. Då tilldelades Salzburgsområdets Gauleiter och Högre SS- och polischef, SS-Obergruppenführer Gustav Adolf Scheel ett permanent lokalkontor vid institutet. Angående institutets roll i nazisternas krigföring går det citera dess chef Ernst Schäfer: 
"De senaste dagarna har jag haft möjlighet att hålla långa och detaljerade samtal med Gauleiter Scheel. Som för övrigt lovade mig sitt fulla stöd. Han anser att vårt projekt är viktigt för kriget. Jag vill därför att de individuella avdelningarna skall överföras till Mittersill så snart som möjligt." (Internmeddelande inom Ahnenerbe från våren 1943)

## Verksamhet
Ett av de SS-projekt som Hedininstitutet var delaktigt i var den så kallade kraniesamlingen. Kraniesamlingen var ett försök att slutgiltigt finna den rasbiologiska skillnaden på arisk ras och de så kallade sub-raserna. Ansvarig för urvalet var antropologen vid Hedininstitutet, SS-officeren Bruno Beger. Ett av Begers offer var den norske pojken Frank Sachnowitz, som blev av de 86 fångar som den 31 juli lämnade Auschwitz med tåg till Natzweiler-Struthof i det ockuperade Frankrike. Av dessa fångar var en handfull utvalda direkt för Hedininstitutets räkning. Särskilt nöjd var Beger över en uzbek. I ett brev till Ernst Schäfer konstaterar Beger att mannens ”centralasiatiska uppträdande var helt enkelt förtjusande”. I sitt svar beklagar Schäfer att Beger fått ett sådant olustigt uppdrag, men gläder sig åt att antropologen funnit en ”mongolsk typ till oss”. Fångarna gasades i Frankrike i mitten av augusti. Kropparna fördes därefter till anatomiska institutionen vid universitetet i Strasbourg för avlägsnande av huvuden och vidare bearbetning. Exakt hur många kranier som hamnade på Begers avdelning vid Hedininstitutet är okänt men den 23 juni 1944 skickade antropologen Rudolf Trojan vid Hedininstitutet ett brev till Beger: 
”Vad är det tänkt att man ska göra med de judiska skallarna? Nu ligger de bara här och tar upp plats. Vad var de ursprungliga planerna? Jag tror att det bästa vore om ni skickade dem till Straßburg så de fick ta hand om dem.”
Utöver kopplingen till koncentrationslägren Auschwitz och Natzweiler-Struthof, drev Hedininstitutet ett eget fångläger med kvinnor tillhörande Jehovas vittnen hämtade från Ravensbrück. Lägret var underordnat Mauthausen i Österrike och chef var SS-officeren Edmund Geer.
Bruno Beger dömdes efter kriget för sin delaktighet i ”kraniesamlingen”. Institutet upphörde samtidigt med SS-organisationens sammanbrott vid krigsslutet 1945.